# Theodor Albert
Friedrich Wilhelm Ferdinand Theodor Albert (* 28. Juni 1822 in Magdeburg; † 7. Dezember 1888 in Berlin) war ein deutscher Landschaftsmaler und Lithograf.
Albert studierte von 1841 bis 1846 an der Akademie der Künste in Berlin unter Schadow und beschäftigte sich primär mit der Landschaftsmalerei. Von 1853 bis 1856 unternahm er Studienreisen nach Rügen, an den Rhein und zu den Bädern im Taunus. Seine wichtigsten Techniken waren das Aquarell und die mehrfarbige Lithografie. Er arbeitete für das von Alexander Duncker herausgegebene Werk „Die ländlichen Wohnsitze, Schlösser etc. in der preußischen Monarchie“. Außerdem arbeitete er auch für die namhaftesten lithografischen Institute, u. a. in Stockholm, Riga und Kopenhagen.
Er war verheiratet mit Maria Caroline Emilie Buschbeck und hatte einen Sohn und eine Tochter.

Werkbeispiele
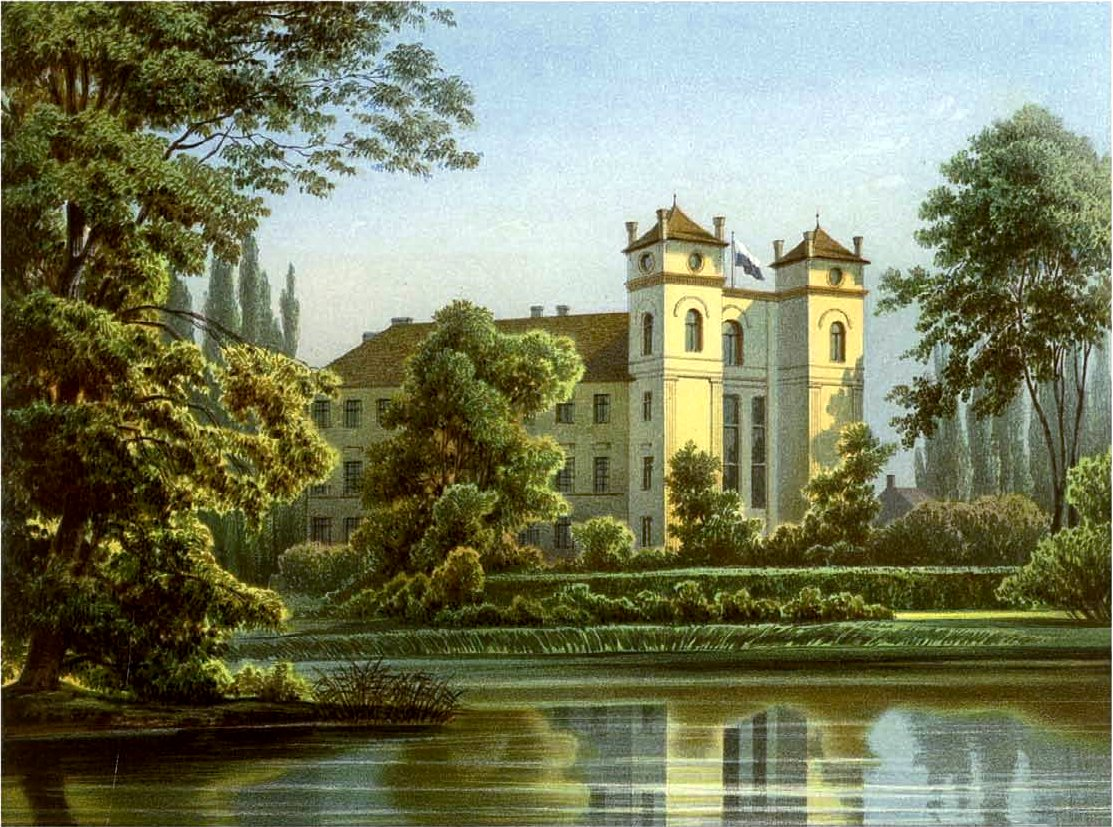
Schloss Luebbenau
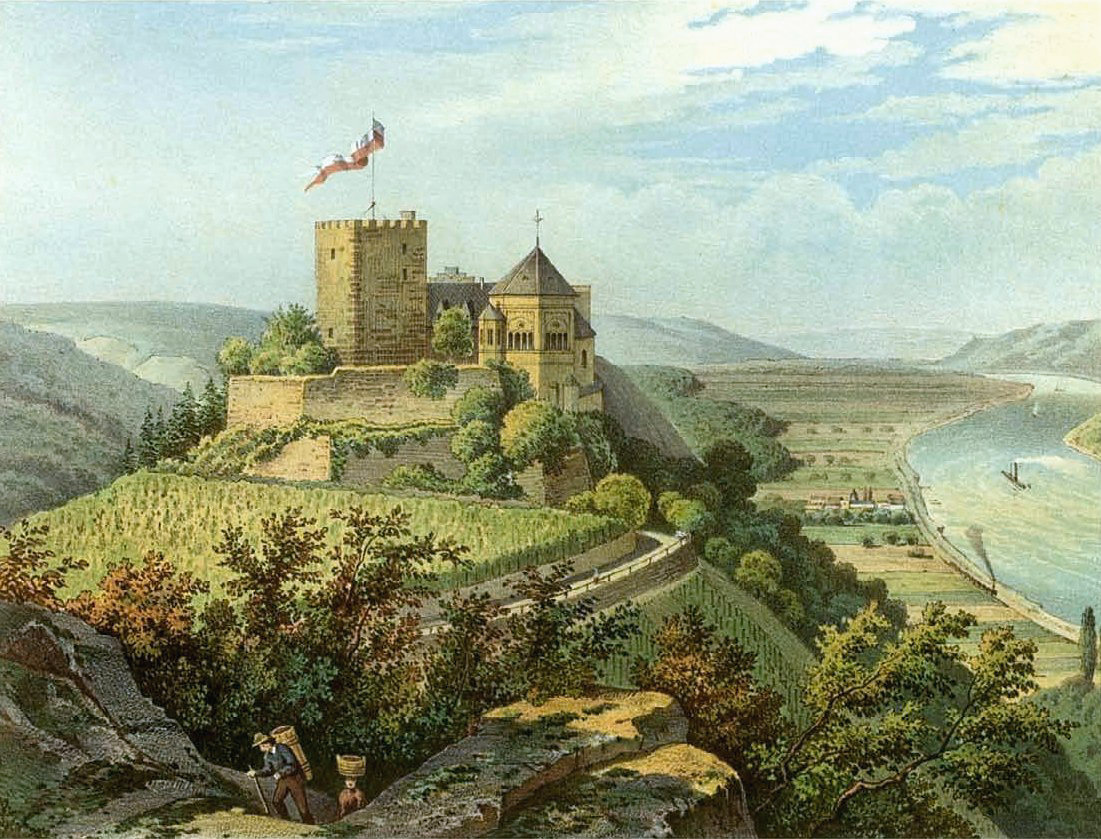
Burg Rheineck
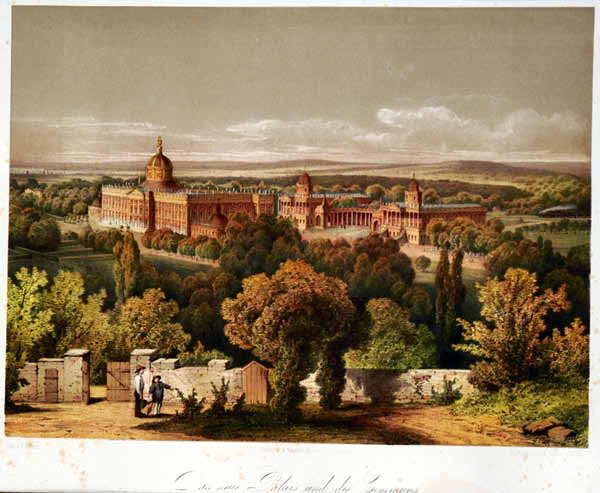
Neues Palais Potsdam
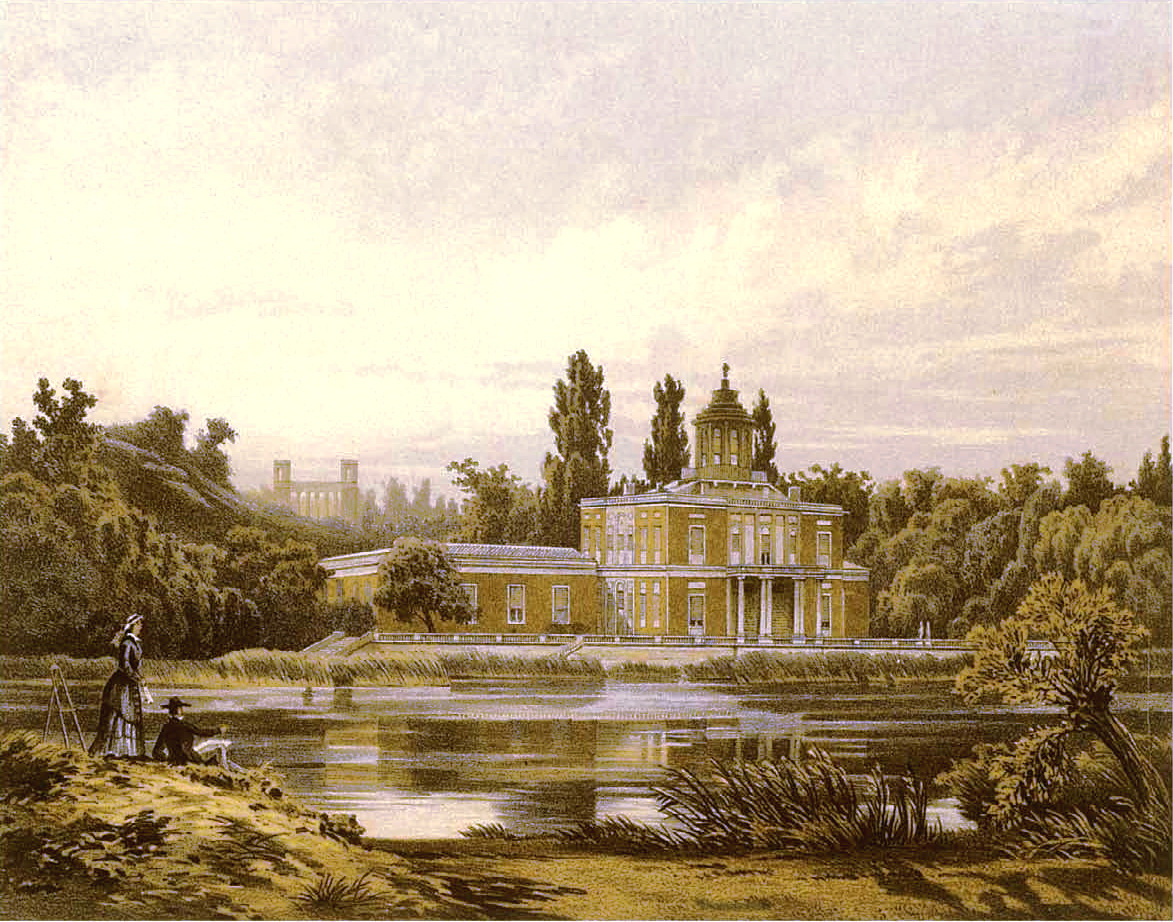
Marmorpalais Potsdam